# Prison de Crumlin Road
 (juin 2022).
Si vous disposez d'ouvrages ou d'articles de référence ou si vous connaissez des sites web de qualité traitant du thème abordé ici, merci de compléter l'article en donnant les références utiles à sa vérifiabilité et en les liant à la section « Notes et références ».
HM Prison Belfast
La prison de Crumlin Road (en anglais : HM Prison Belfast), également connue sous le nom de Crumlin Road Gaol, est une ancienne prison située dans la localité de Belfast en Irlande du Nord qui fut en activité entre 1846 et 1996.  
Cette prison n'est actuellement plus en activité, mais reste aujourd'hui un lieu de visite pour de nombreux touristes. En effet, elle a longtemps accueilli des prisonniers politiques, notamment lors de la période des troubles qu'a connus l'Irlande du Nord. Ses pensionnaires étaient autrefois considérés comme des criminels, il a alors fallu une trentaine d'années avant qu'ils soient pour la plupart reconnus comme prisonniers de guerre. Cette célèbre prison de Belfast est aujourd'hui appelée ironiquement Stormont University, puisque plus de la moitié[réf. nécessaire] des dirigeants de l’Irlande du Nord, dont le siège de l’exécutif est à Stormont Estate y ont séjourné. 

## La prison dans l'art et la culture
Le film de David Mackenzie, les Poings contre les murs (Starred Up), a été tourné en grande partie dans cette prison. 